# Moqueta (objeto)

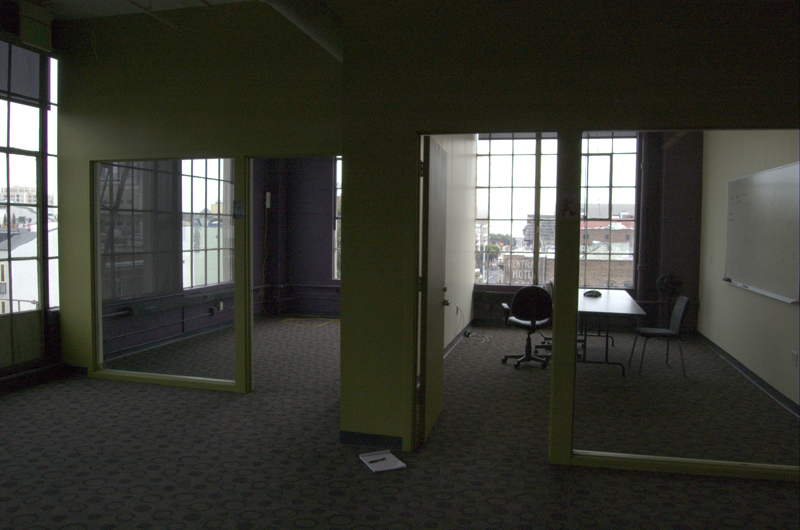
Piso enmoquetado

Se denomina moqueta o alfombrado o alfombra muro a muro a un elemento decorativo y funcional consistente en una cubierta de tela que se coloca sobre el suelo de la vivienda, la oficina, etc. La moqueta es un revestimiento textil que además de funciones estéticas, proporciona una capa aislante extra y apariencias de ambiente cálido y acogedor a las habitaciones en que se coloca, sin embargo, aumenta el riesgo de incendio, emisión de gases tóxicos durante una conflagración, así como la retención de polvo y ácaros en estos ambientes cerrados. Se comenzaron a popularizar, a partir del uso de fibras sinténticas, desde la década de 1950. En Inglaterra persiste la costumbre de utilizar moqueta en baños, lo que genera críticas de los no nacionales por razones higiénicas.

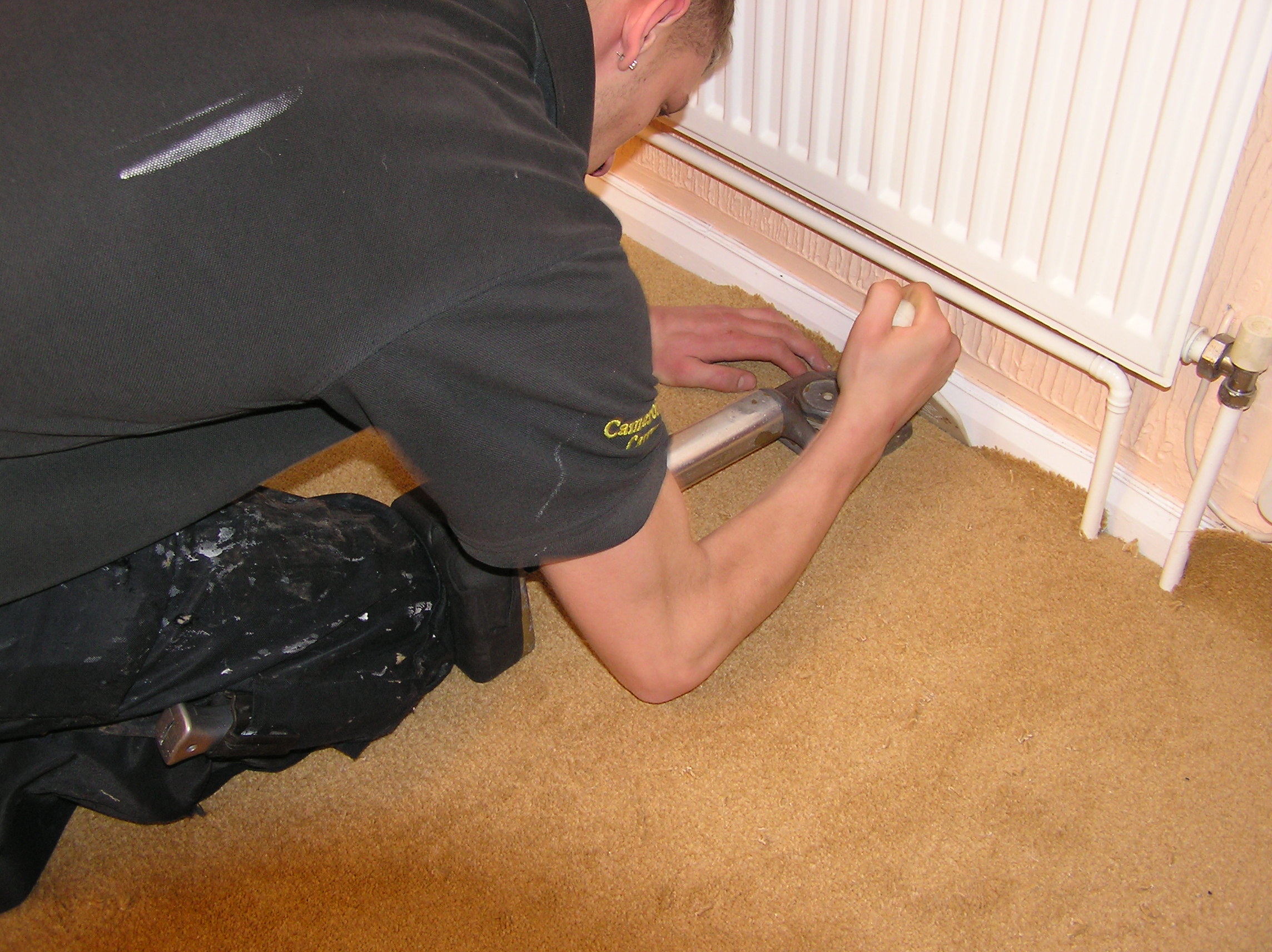
El instalador de moqueta está estirando una moqueta sobre una tira de sujeción con una herramienta de estiramiento manual

Existe una gran variedad de diseños y colores de moquetas. Entre los materiales en que se fabrican destacan los siguientes:
- Las fibras naturales, como la lana o el sisal.
- Las fibras sintéticas como la poliamida o el polipropileno.
- Las composiciones mixtas de fibras sintéticas y naturales.

Desde el punto de vista de su colocación, las moquetas pueden adquirirse en rollos o en losetas individuales.

## Etimología
Moqueta proviene del francés moquette.

## Маteriales
Lana, parcial o totalmente natural, es muy duradera, fácil de teñir y está ampliamente disponible. Si lana contiene fibras artificiales, por ejemplo, de nylon, su durabilidad aumenta. La proporción estándar de lana natural y sintética es de 80% y 20% respectivamente. Lana es un material relativamente caro y además bastante alergénico. Se ha demostrado que el material puede atrapar el polvo, los microorganismos y los alérgenos, y empeorar el asma.
Nylon es una fibra producida a partir de la poliamida del mismo nombre. Se puede teñir cuando se funde. Es fácil de manchar. El coste del nylon depende del precio del petróleo.
Polipropileno es un polímero utilizado para producir la moqueta porque es barato. Es difícil de teñir y se desgasta más rápido que lana o nylon. Las alfombras bereberes con puntadas grandes de este material son adecuadas para el uso doméstico y se desgastan rápidamente. Las alfombras bereberes con puntadas más pequeñas duran más. Los recubrimientos comerciales de polipropileno - con puntadas más pequeñas - no se desgastan, son fáciles de limpiar y resultan adecuadas para oficinas y otras zonas de mucho tránsito. Los revestimientos para el exterior de la vivienda también son de polipropileno.
Рoliéster tiene buenas propiedades físicas, es resistente a la suciedad y al agua y no se mancha tanto como nylon. Se puede teñir cuando se funde. Sin embargo, se desgasta rápidamente. Suele utilizarse en la producción de cubrimientos de coste medio o bajo. Una variedad de poliéster llamada PTT (tereftalato de polimetileno) se desgasta menos, es más fácil de limpiar, se seca más rápido y no se funde.

## Instalación
Las moquetas se pueden instalar de varias maneras: 
- Utilizando cinta adhesiva de doble cara que se coloca en el perímetro de la loseta para fijarla al suelo. Se coloca mejor sobre superficies plásticas. Es un procedimiento habitual en recintos de pequeña superficie.
- Emplear un producto adhesivo para el suelo sin disolvente.
- Aplicando cola fluida.
- Sin pegar, solamente sujeta en los contornos. Esto se hace con las moquetas más gruesas y pesadas. Debajo de la moqueta se suele poner una capa de material absorbente para ruidos y para que al caminar sobre la moqueta se note más blanda.

En función del tipo de suelo, antes de colocar la moqueta será necesario hacer algunos trabajos de preparación. Si se trata de baldosas, habrá que limpiarlas cuidadosamente antes de colocar la moqueta. Cuando el suelo es de parqué, es necesario aislarlo previamente con fieltro de yute y colocar sobre él un tablero de madera para compensar los desniveles. En los suelos se puede echar un solado para dejar una superficie lisa.

## Mantenimiento de la moqueta
La limpieza de la moqueta debe hacerse al menos una vez por semana pasando el aspirador. De este modo se elimina el polvo superficial y se evita que penetre en las fibras.

## Referințe
1. ↑  «¿Cómo sacar una alfombra muro a muro?». Hagaloustedmismo.cl. 2017. Consultado el 23 de enero de 2024.
2. ↑  «Costumbres inglesas curiosas».
3. ↑  «Study of comfort properties of natural and synthetic knitted fabrics in different blend ratios for winter active sportswear». researchgate.net. Consultado el 17 de noviembre de 2022.
4. ↑  «Вest gym owner’s gym flooring buying guide in 2022». yanrefitness.com. Consultado el 17 de noviembre de 2022.
5. ↑  «Рolyamide fibers (nylon)». polymerdatabase.com. Consultado el 17 de noviembre de 2022.
6. ↑  «Polypropylene». sciencedirect.com. Consultado el 17 de noviembre de 2022.

- Datos: Q1753602
- Multimedia: Fitted carpets / Q1753602